# Kateřina Králová (historička)
Kateřina Králová (* 1976, Brno) je česká historička se specializací na teritoriální studia se zaměřením na Řecko, Balkán a Střední Evropu. Od roku 2017 působí jako vedoucí Katedry ruských a východoevropských studií na Institutu mezinárodních studií, Fakulty sociálních věd, Univerzity Karlovy.

## Život
Po bakalářském studiu na IMS, FSV, UK (obor Mezinárodní teritoriální studia) a magisterském studiu na Filipově univerzitě v německém Marburgu (dvouoborové studium politologie a německý jazyk a literatura) se začala věnovat vědecké práci na Karlově univerzitě. Doktorát ze soudobých dějin dokončila na FSV v roce 2010. V současnosti se zabývá především historií paměti, soudobými evropskými dějinami ve spojení s holocaustem a osudem evropských židů po 2. světové válce.
V roce 2017 obdržela cenu Učené společnosti ČR v kategorii mladší vědecký pracovník. Cenu získala za vynikající výsledky výzkumu soudobých dějin a holocaustu, dosahující mimořádného mezinárodního ohlasu.
Během své vědecké kariéry absolvovala řadu stáží a mezinárodních pobytů (Řecko, Německo, USA), včetně např. studijního pobytu na Yaleově univerzitě v rámci Fulbright-Masaryk Research Scholarship. V roce 2014 získala Sosland Fellowship v United States Holocaust Memorial Museum, kde působila od června 2015 do ledna 2016. Je členkou České společnosti novořeckých studií, Modern Greek Studies Association, ASEEES a členkou editorských rad vědeckých časopisů jako Neograeca Bohemica Journal, Slavonic Review nebo  Journal of Modern Hellenism (SFU, Canada).
Ve veřejném prostoru se v roce 2018 důrazně ohradila proti výroku poslance ČR Lubomíra Volného (SPD), který označil studenty vyjíždějící na Erasmus za "kampusové povaleče". Králová vzhledem ke zkušenosti z Erasmu naopak tvrdí, že mimo jiné: "Mladí lidé v současném globalizovaném světě poznají kulturu jiné země a učí se větší toleranci k takovým kulturám."

## Publikace
- Králová, K., M. Vulesica & G. Antoniou eds., “Diverse Perspectives on Jewish life in Southeast Europe”, Southeast European and Black Sea Studies 17: 2 (2017), 144 p.
  - Králová, K. “Introduction – diverse perspectives on Jewish life in Southeast Europe.” Southeast European and Black Sea Studies 17: 2 (2017), pp. 155-63.
  - Králová, K. “‘Being traitors’ Post-war Greece in the Experience of Jewish Partisans.” Southeast European and Black Sea Studies 17: 2 (2017), pp. 263-80.
- Králová, K. “The ‘Holocausts’ in Greece: victim competition in the context of postwar compensation for Nazi persecution.” Holocaust Studies 23:1-2 (2017): 149-175.
- Králová, K. Das Vermächtnis der Besatzung: Deutsch-griechische Beziehungen seit 1940. Köln: Böhlau, 2016, 283 p.
  - Second edition: Das Vermächtnis der Besatzung: Deutsch-griechische Beziehungen seit 1940. Bonn: BPB, 2017 - Schriftenreihe (Bd. 10004), 283 p.
- Králová, K. “In the Shadow of the Nazi Past: Post-War Reconstruction and the Claims of the Jewish Community in Salonika.” European History Quarterly. 46.2 (2016): 262-290.
- Králová, K., J. Kocian and K. Pikal (eds.). Minderheiten im sozialistischen Jugoslawien. Brüderlichkeit und Eigenheit. Frankfurt am Main: Peter Lang Vlg. 2016, 418 p.
- Králová, K. and Kubátová, H. (eds.). Návraty: Poválečná rekonstrukce židovských komunit v zemích středovýchodní, jihovýchodní a východní Evropy. Praha: Karolinum, 2016.